# Indochina Airlines

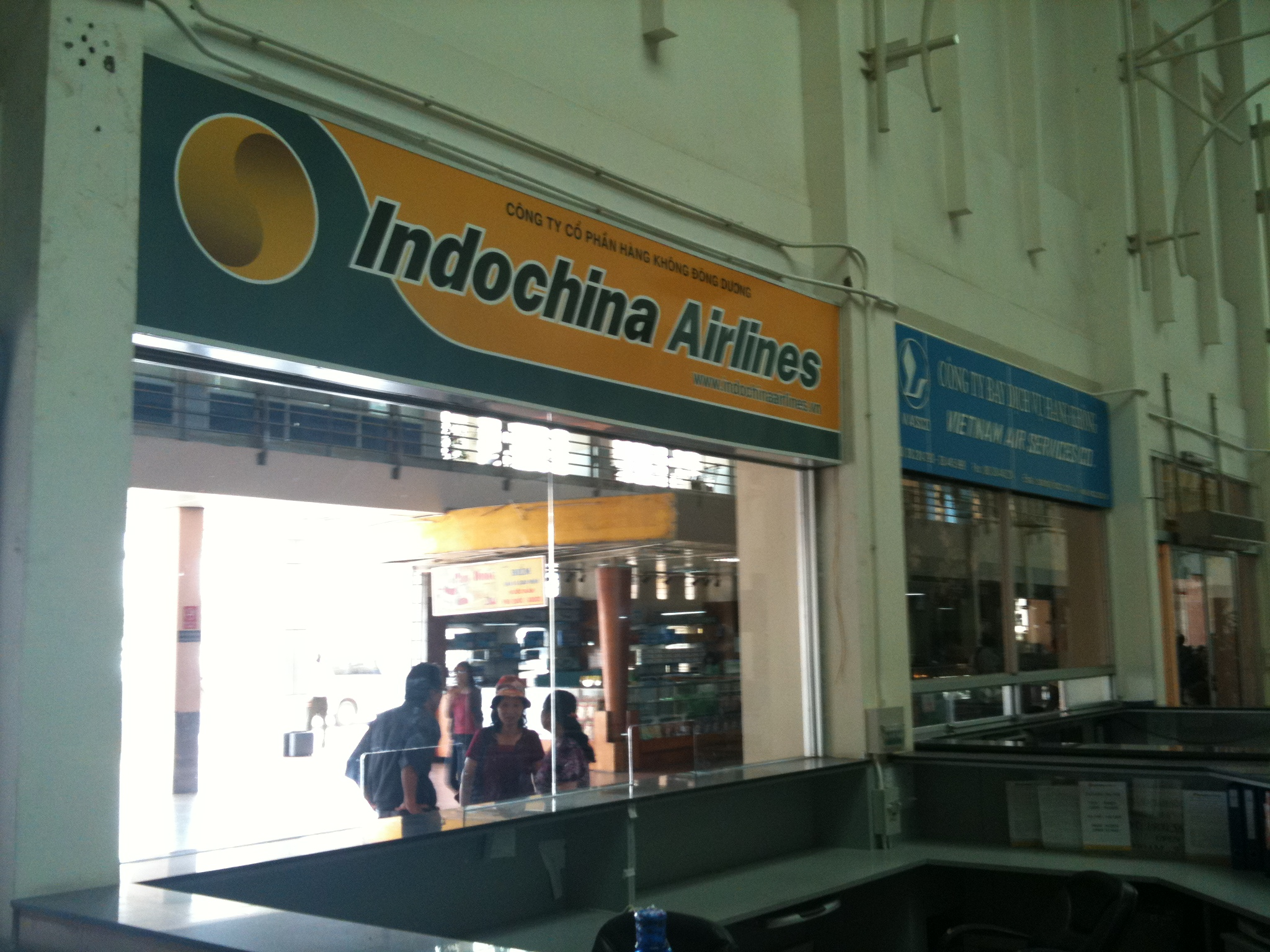
En av Indochina Airlines övergivna diskar. Denna på Tan Son Nhat internationella flygplats, Ho Chi Minh City år 2010.

Indochina Airlines (vietnamesiska: Công ty Hàng không Đông Dương) är ett privatägt vietnamesiskt flygbolag grundat 2008. Företaget sålde de första biljetterna den 12 november 2008. Företaget leasade två Boeing 737-800. Efter en rad problem med bland annat underhåll av flygbolagets flygplan, stora obetalda skulder och en minskning av antalet kunder hade Indochina Airlines ett avbrott från flygningar från den 1 november 2009, och den 25 november slutade företaget flyga helt. Den 15 december 2009 sattes bolaget officiellt i konkurs. Den 11 januari 2011 meddelades det dock att flygbolaget skulle återuppta flygningarna i slutet av 2011.

## Destinationer
- Hanoi
- Ho Chi Minh-staden
- Da Nang